# 荒濱站
荒濱站（日语：／ Arahama eki */?）是位於新潟縣刈羽郡刈羽村大字正明寺，東日本旅客鐵道（JR東日本）的越後線車站。

## 歷史
- 1915年（大正4年）
  - 6月15日：越後鐵道的停留場（只供旅客使用）啟用[2][4]。當時車站名稱為新荒浜駅（日语：／）[2]。當時的「荒濱站」位於鄰站西中通站[3]。
  - 7月1日：升級為車站，並改名為荒濱站（第二代）[3]。
- 1927年（昭和2年）10月1日：越後鉄道被國有化，柏崎至白山之間全線隸屬國鐵越後線（後來白山至新潟也編入至越後線）。
- 1963年（昭和38年）2月1日：終止貨物起卸業務。
- 1973年（昭和48年）
  - 11月30日：雖然此站為有人車站，但是當日起結束櫃臺業務。
  - 12月1日：成為無人車站[5]。
- 1987年（昭和62年）4月1日：伴隨國鐵分割民營化，車站由東日本旅客鐵道（JR東日本）營運。
- 2007年（平成19年）7月16日：發生新潟縣中越沖地震，使月台、車站大樓沉沒[1]。隨後，為了臨時應急，臨時建設了簡易車站大樓[1]。
- 2008年（平成20年）3月25日：復修工程完成，現時的車站大樓開始使用[1]。

## 車站構造
車站是一座地面車站，設有1面1線的單式月台。此站曾經設有1面2線的島式月台，現時交會設備、月台已經撤走。
此站是由長岡站管理的無人車站。曾經設有直營車站。車站大樓內設有廁所、候車室（資訊屏和自動整理券發券機）。在車站入口設有無障礙設施，當中包括斜道。

### 月台
| 月台 | 路線    | 上下行 | 方向           |
| ---- | ------- | ------ | -------------- |
| 1    | ■越後線 | 上行   | 柏崎方向       |
| 1    | ■越後線 | 下行   | 吉田、新潟方向 |

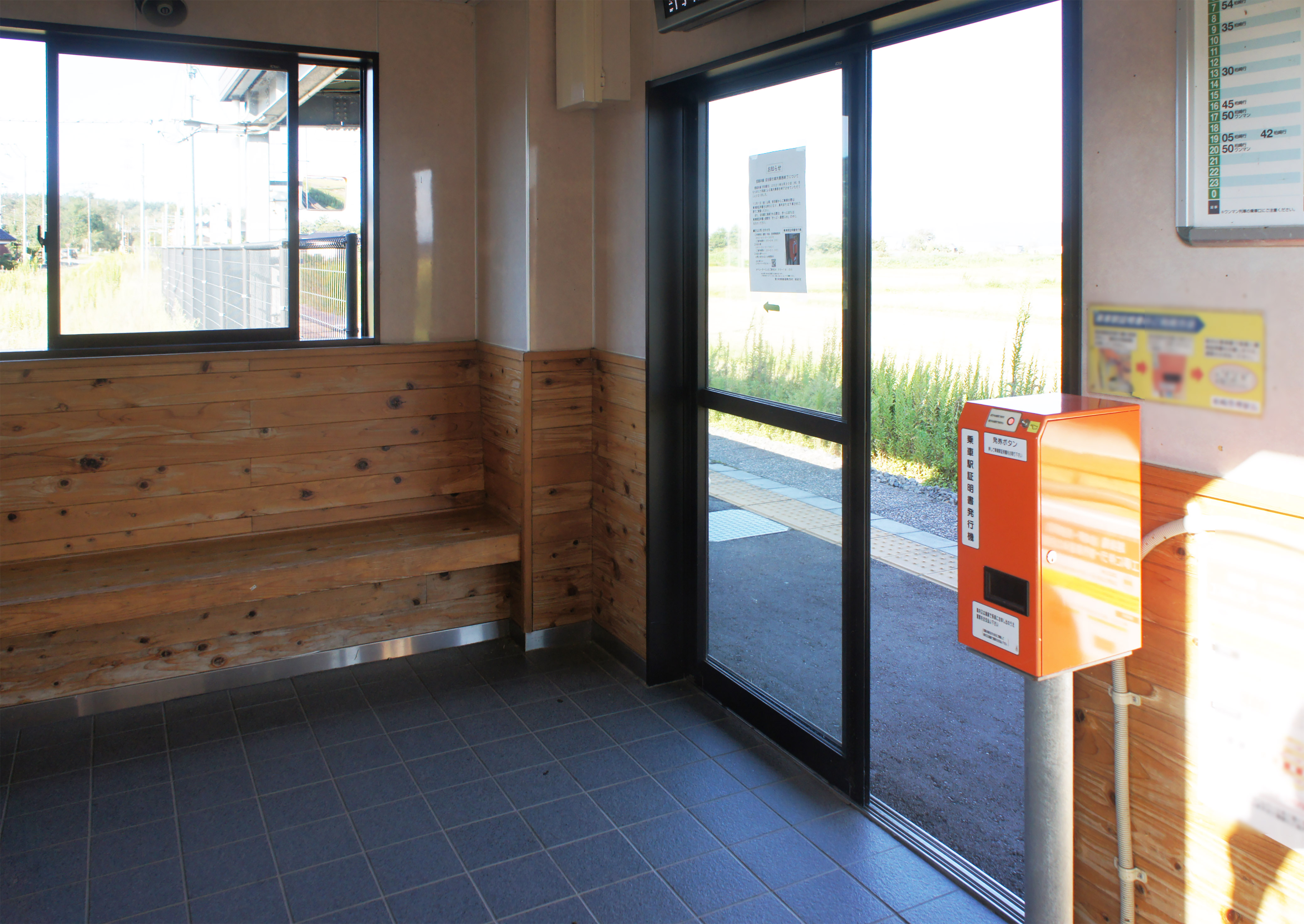
候車室内(2021年9月)
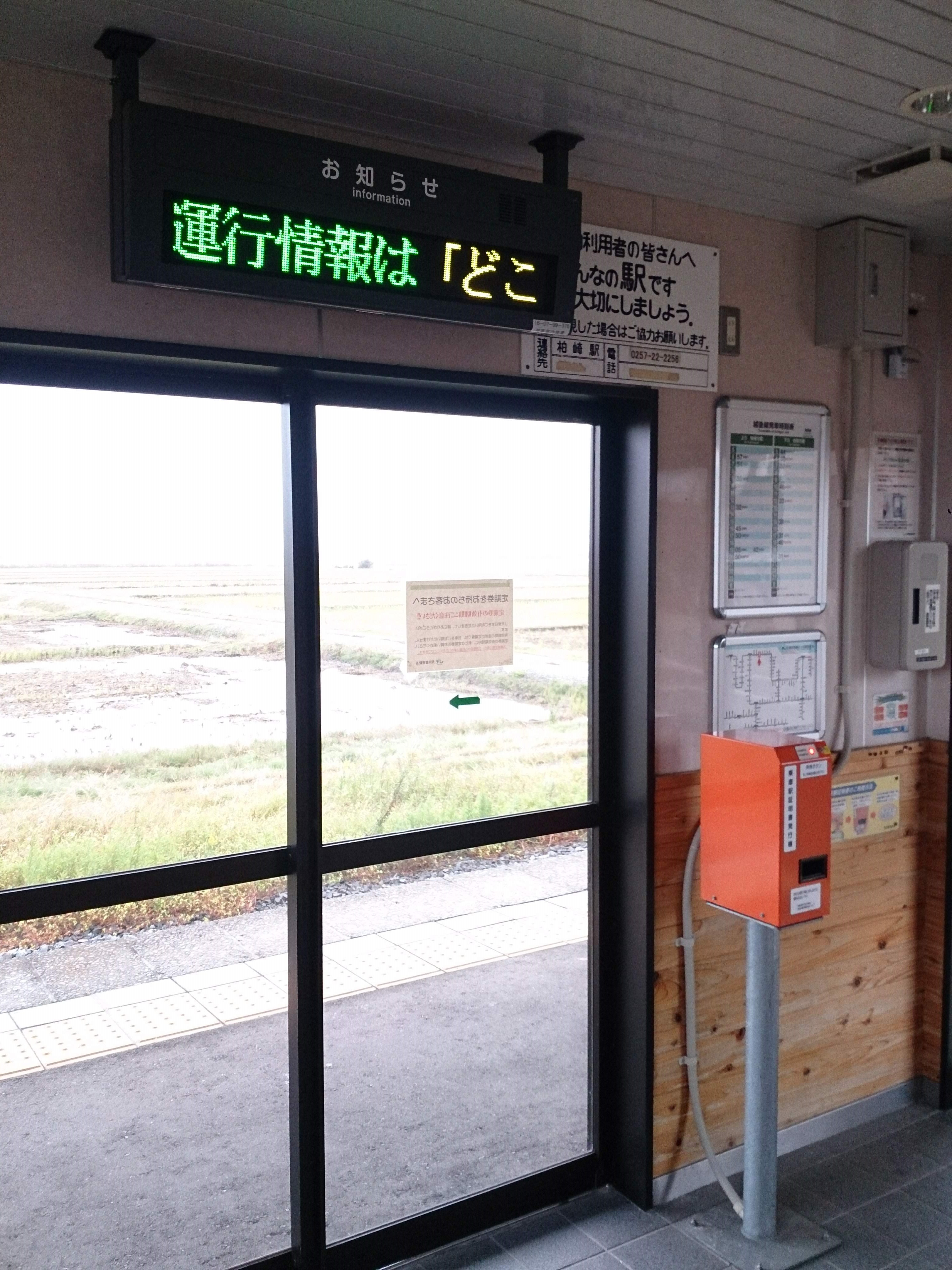
候車室內的時間表、資訊屏和自動整理券發券機
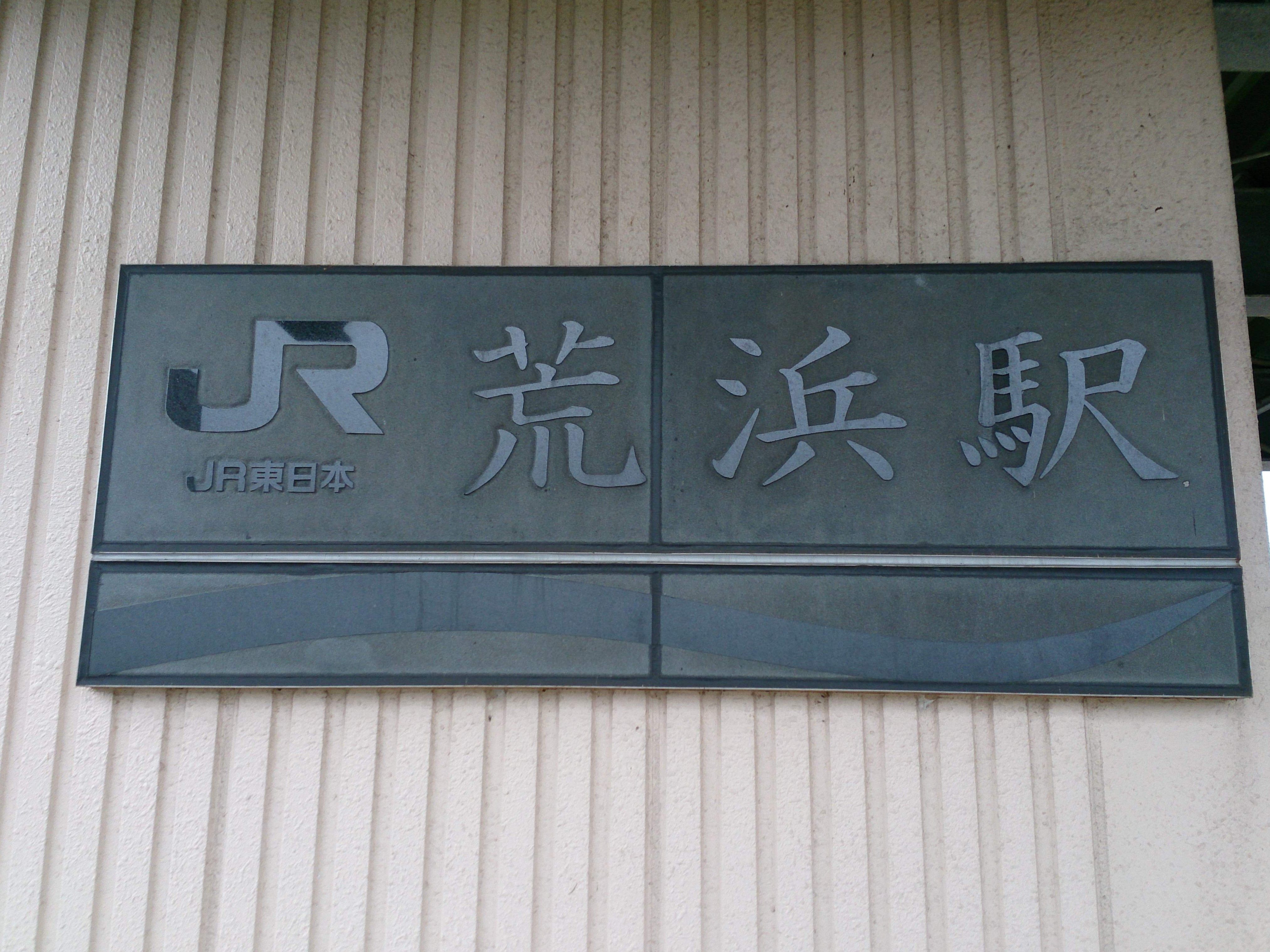
石造的站名標(2018年11月)
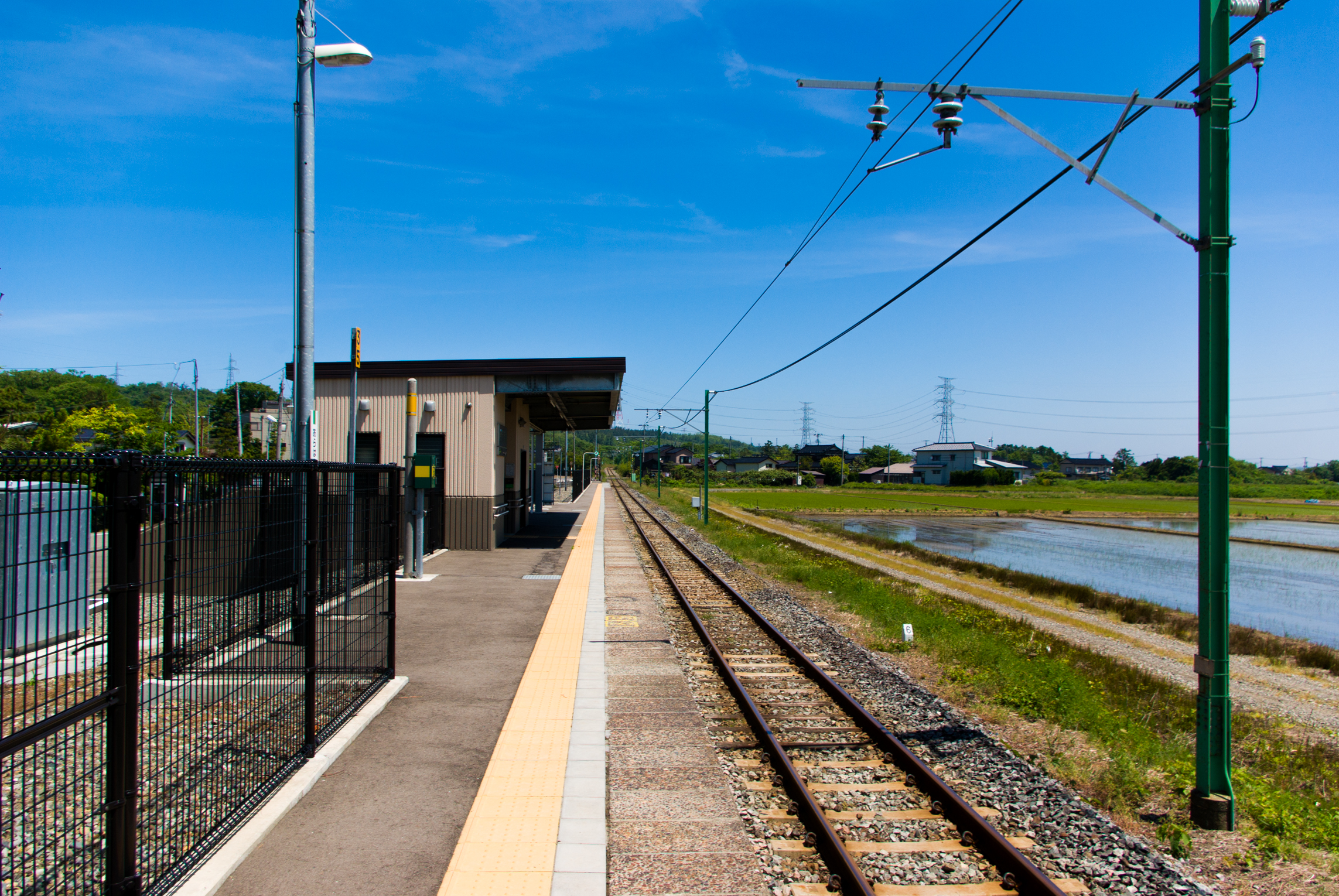
月台(2021年9月)

## 車站周邊
車站周邊設有種植桃的農田。另外也設有郵局。

## 相鄰車站
東日本旅客鐵道（JR東日本）
■越後線
西中通－荒濱－刈羽

## 注腳

## 外部連結
- 車站資訊（荒濱）：東日本旅客鐵道（日語）